# Galeria (Hannover)

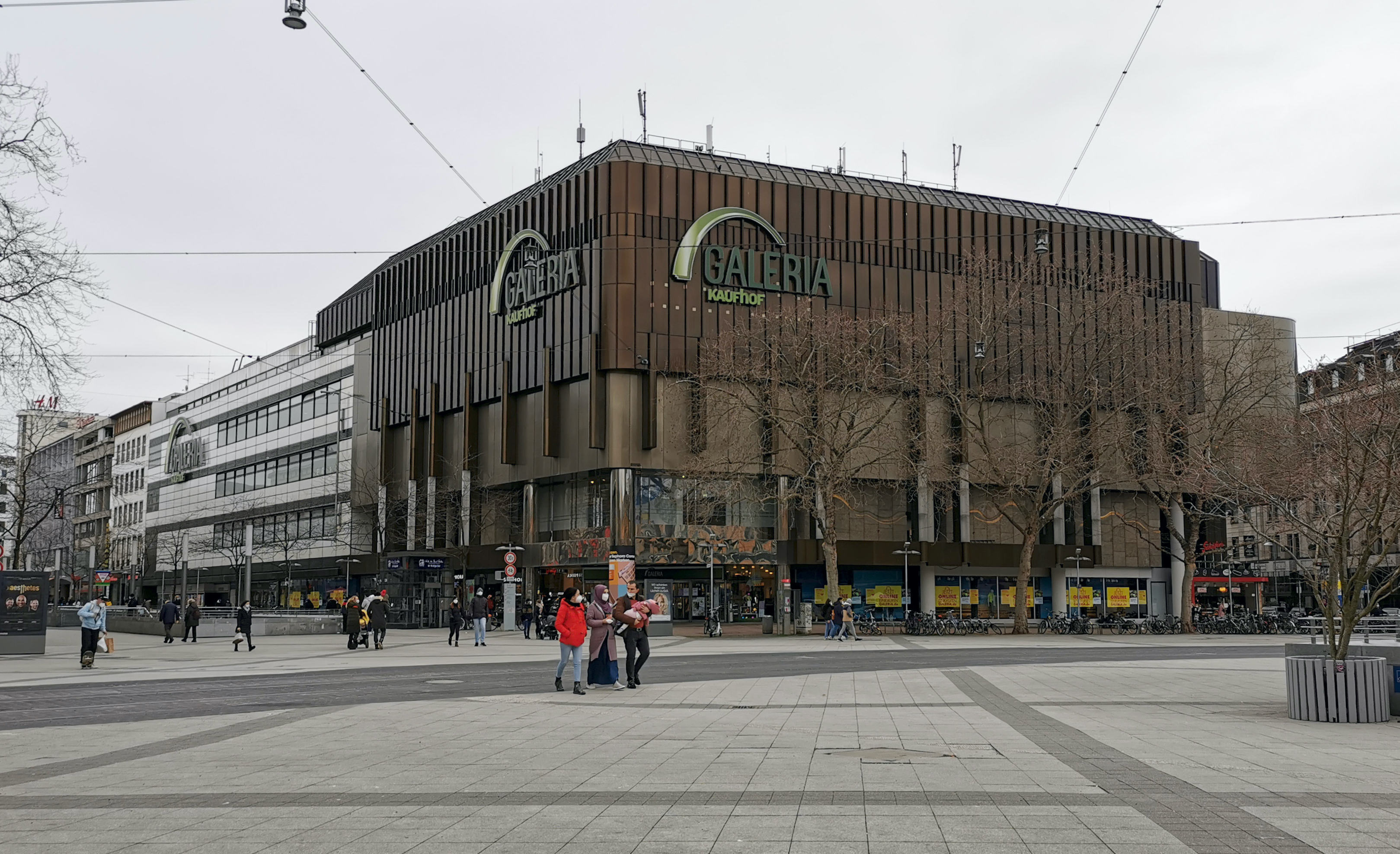
Der zum Hauptbahnhof ausgerichtete Kopfteil des Gebäudes am Ernst-August-Platz (2021)

Die Galeria am Ernst-August-Platz in Hannover ist das größte Warenhaus in Niedersachsen. Das von dem Galeria-Konzern und vormals als Kaufhof betriebene zählende Gebäude mit Ausrichtung auf den Ernst-August-Platz umfasst einen Großteil des Baublocks zwischen der Bahnhofstraße und der Schillerstraße sowie der Großen Packhofstraße. Den Fassadenschmuck an den Eckbauten gestaltete der Bildhauer Stefan Schwerdtfeger aus Muschelkalk-Platten mit Blattgold.

## Geschichte

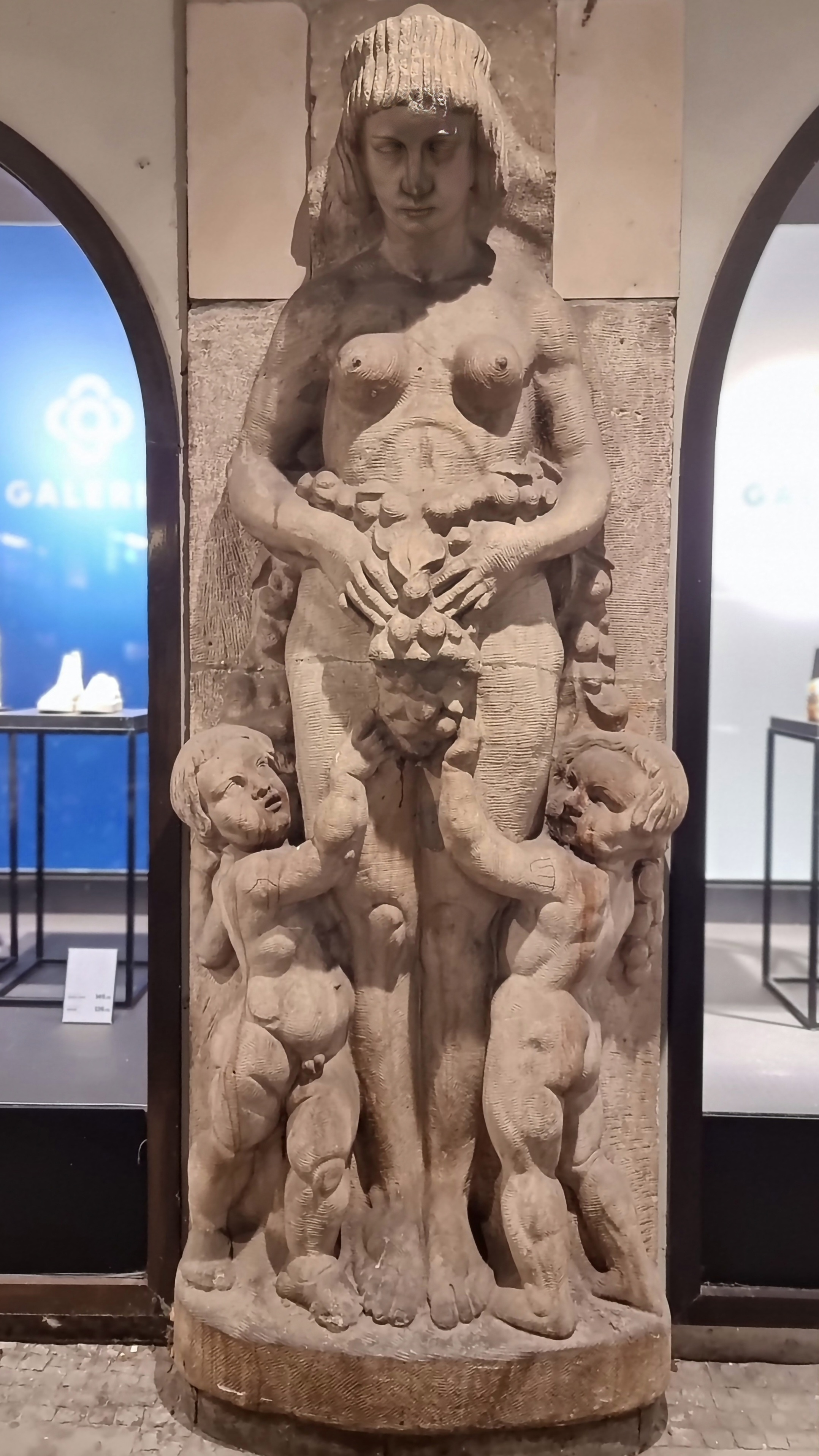
Eine von vier translozierten Figuren unter den Arkaden in der Schillerstraße

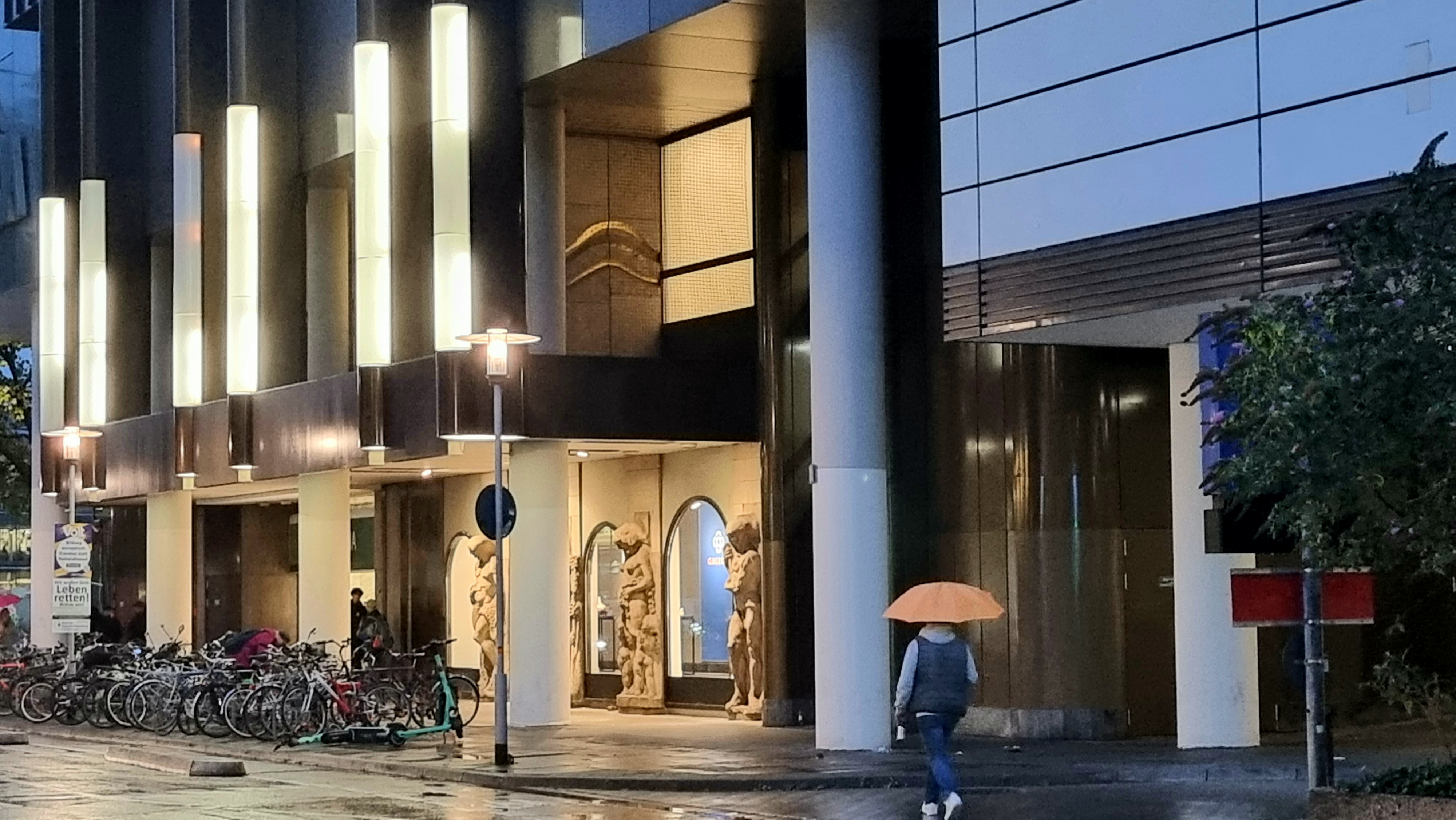
Von innen beleuchtete Lichtsäulen und Muschelkalkplatten von Stefan Schwerdtfeger über den Arkaden

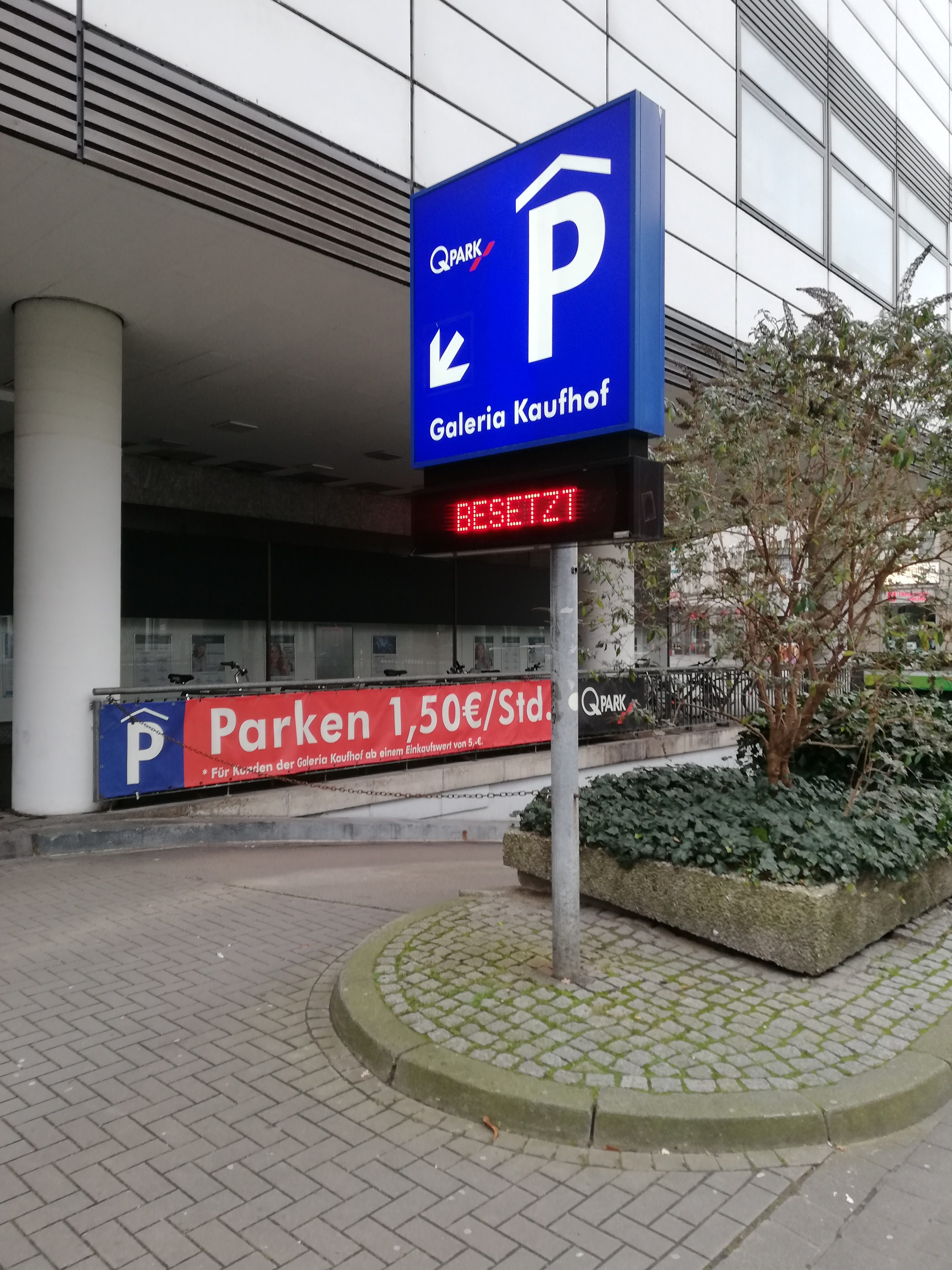
Einfahrt zu der von der Q-Park betriebenen Tiefgarage in der Schillerstraße

Nachdem Kaufhof in der niedersächsischen Landeshauptstadt zunächst 1957 das Kaufhaus Knoop am Kröpcke übernommen hatte, plante die Bauabteilung der Kaufhof AG gemeinsam mit dem in Köln ansässigen Architekturbüro Küster ab 1966 mit den Architekten Hans Spoelgen und Reinhold Klüser eine zweite Filiale in der  Bahnhofstraße 9. Hierzu konzipierten sie anfangs ein fünfgeschossiges Gebäude mit rund 10.500 m² Verkaufsfläche inklusive einer großen Abteilung für Lebensmittel im Tiefgeschoss. In der Baugrube für den Neubau stießen die Bauarbeiter bei Baggerarbeiten in etwa 12 m Tiefe auf den Schädel eines Wollnashorns. Nach der Bergung des Fundes und weiteren wissenschaftlichen Untersuchungen wie den in verschiedenen Tiefen vorgefundenen Baumpollen konnten die Bauarbeiten fortgeführt werden. Den Neubau verkleideten die Architekten schließlich mit weißen Panels aus emaillierten Aluminium, bevor im November 1967 der „Kaufhof“ unter dem Motto „jung, modern und preiswert“ eröffnet wurde.
In den 1970er Jahren erfolgten umfangreiche Um- und Erweiterungsbauten, in die auch andere Häuser wie das Hotel Rheinischer Hof einbezogen wurden, während die Arkaden an der Schillerstraße die vier Figuren eines Vorgängerbaues beim „Dicken Fritz“ beziehungsweise dem Restaurant Zum dicken Fritz überfassten.
Nach zeitweiliger Schließung des ursprünglichen Kaufhofes entstand schließlich nach Plänen der Architektengemeinschaft Alfred Hiltmann, Ekkehard Bollmann und Klaus Piper das größte Warenhaus Niedersachsens mit einer Verkaufsfläche von 24.000 Quadratmetern Verkaufsfläche auf sechs Stockwerken sowie einer über die Schillerstraße anfahrbahren Tiefgarage.
1976 wurde die Wiedereröffnung gefeiert. Zu den damals rund 100.000 angebotenen Artikeln „von der Stecknadel bis zum Segelboot“ gelangten Besucher nun auch von der im April 1976 eingeweihten „Passerelle“, die im November 2002 in Niki-de-Saint-Phalle-Promenade umbenannt wurde.
1993 berichtete die Hannoversche Allgemeine Zeitung über Pläne zur Erweiterung des Komplexes am Ernst-August-Platz um 20 %, wobei die bis dahin geschlossene Fassade zur Bahnhofstraße hin aufgebrochen werden sollte.
Mit Änderungen in den Angebots-Strukturen sowie deren Präsentation wurde das Haus ab 1997 unter dem Namen Galeria Kaufhof geführt.
Wertungen zur Wirkung des Gebäudekomplexes in Bezug auf die Ausstrahlung auf Hannovers Bahnhofsvorplatz mit dem von Hubert Stier errichteten Hauptbahnhof schwanken zwischen „noch eintöniger“ (1978) oder „sehr unvorteilhaft“ (1986) und „sehr harmonisch und ansprechend“ (2009) in Verbindung mit anderen auf dem Platz modernisierten und restaurierten Gebäuden.